# L'età della ragione (film)
L'età della ragione (The Age of Consent) è un film del 1932 diretto da Gregory La Cava.

## Storia
Ispirato a Cross roads di Martin Flavin , un dramma in tre atti messo in scena per la prima volta il 30 dicembre 1930 .
Nella vicenda di The Age of Consent sono presenti temi ritenuti scabrosi secondo il Codice di comportamento sottoscritto nei primi anni trenta dalla MPPDA. Nel 1932 si era nella cosiddetta Era Precodice; dall'anno successivo i film avranno bisogno di un certificato di approvazione preventivo con serie limitazioni alla libertà di espressione.

## Trama
Mike Harvey e Betty Cameron sono due studenti universitari innamorati; hanno bisticciato perché lui ha scoperto che lei ha accettato un appuntamento da Duke, uno studente rubacuori. In un ristorante Michael conosce Dora Swale, una cameriera carina e intraprendente che si è invaghita del ragazzo. In seguito Michael e Betty si riappacificano.
Durante il ballo della scuola Michael si confida con un suo insegnante, il prof. Matthews: Michel vorrebbe lasciare gli studi e sposare Betty per paura che, nei due anni che mancano alla laurea, la ragazza si stanchi di lui e lo lasci. Il prof. Matthews, pur rammaricandosi di aver a suo tempo sacrificato all'amore la carriera, consiglia a Michel di riflettere bene prima di compiere passi affrettati: forse Betty preferirebbe anche lei che Michael terminasse gli studi prima del matrimonio. Poco dopo Michael chiede a Betty di sposarlo, ma la ragazza saggiamente gli risponde che prima entrambi devono terminare gli studi.
Deluso Michael torna al solito ristorante; qui Dora, la cameriera, lo irretisce, lo conduce a casa sua, affermando che suo padre è assente, lo fa bere e infine lo seduce. Il mattino successivo il padre di Dora rientra a casa e li sorprende; denuncia quindi Michael chiedendo che sposi sua figlia, pena la prigione, in quanto Dora è minorenne. Michel è costretto ad accettare la richiesta. Nel frattempo, al college, Betty si confida con una sua insegnante, proprio la donna a cui il prof. Matthews rinunciò a suo tempo per non ostacolare la propria carriera; l'insegnante consiglia a Betty di accettare la proposta di Michel. Mentre Betty cerca invano di rintracciare Michel per dirgli che accetta di sposarlo, Michel corre da Betty per informarlo di quello che è successo: deve sposare Dora, altrimenti finirà in prigione, e lascia libera Betty di rifarsi una vita.
Betty è affranta; poco dopo incontra Duke il quale commosso, per distrarla, la invita a fare una passeggiata in auto fuori città: i due restano coinvolti però in un terribile incidente e vengono portati in ospedale, dove accorrono anche Michael, Dora e il padre di lei. Duke muore, mentre Betty è dichiarata fuori pericolo. Dora commossa dice a suo padre che rinuncia a sposare Michel perché non è giusto separare due giovani che si amano come Michael e Betty. Nella scena finale Michael e Betty, da poco sposati, sono in partenza in treno per la California; li salutano i due professori che sembrano essersi anch'essi riuniti.